# Vanuatske pokrajine
Južno pacifička država Vanuatu se sastoji od šest Vanuatskih pokrajina prema ustrojstvu iz 1994. godine.
Njihova imena se sastoje od početnih slova ili inicijala otoka u istoj pokrajini:

## Popis
|  |  | Malampa | Malakula, Ambrym, Paama                   | 2.779 km²  | 38161 stanovnika  |
|  |  | Penama  | Pentecost, Ambae, Maéwo                   | 1.198 km²  | 31852 stanovnika  |
|  |  | Sanma   | Santo, Malo                               | 4.248 km²  | 47872 stanovnika  |
|  |  | Shefa   | Shepherdski otoci, Éfaté                  | 1.455 km²  | 83663 stanovnika  |
|  |  | Tafea   | Tanna, Aniwa, Futuna, Erromango, Aneityum | 1.628 km²  | 33301 stanovnika  |
|  |  | Torba   | Torres-otoci, Banks-otoci                 | 882 km²    | 8455 stanovnika   |
|  |  | Vanuatu |                                           | 12.190 km² | 243304 stanovnika |

(Prema popisu stanovništva iz 2009. godine)

### Starije ustrojstvo pokrajina
Od 1985. do 1994. se Vanuatu djelio na 11 pokrajina:
- Ambae i Maéwo (Sjedište Longana)
- Ambrym (Sjedište Eas)
- Banks i Torres (Sjedište Sola)
- Éfaté (Sjedište Port Vila)
- Épi (Sjedište Ringdove)
- Malakula (Sjedište Lakatoro)
- Paama (Sjedište Liro)
- Pentecost (Sjedište Loltong)
- Santo und Malo (Sjedište Luganville)
- Shepherd (Sjedište Morua)
- Taféa (Sjedište Isangel)

## Vanjske poveznice
- Statistike prokrajina u Vanuatuu (Engleski)